# Liste der Bischöfe von Dunwich
Der Bischof von Dunwich ist ein Bischofstitel, der erstmals von angelsächsischen Bischöfen zwischen dem 7. und 9. Jahrhundert verwendet wurde. Der Titel wird derzeit vom Suffraganbischof der Diözese St. Edmundsbury und Ipswich in der Church of England geführt. Der Titel ist nach der Stadt Dunwich in der englischen Grafschaft Suffolk benannt, die heute weitgehend an das Meer verloren gegangen ist.

## Geschichte
Als erster Träger gilt Felix von Burgund ab 630/631 als Bischof von East Anglia. Dommoc war sein Bischofssitz. Üblicherweise wird Dommoc mit Dunwich identifiziert, doch kommt auch das Kastell Walton Castle bei Felixstowe in Betracht. Mit dem Rücktritt von Bifus im Jahre 673 wurde das Bistum vom Erzbischof von Canterbury, Theodor von Tarsus, auf die beiden Bischofssitze Elmham und Dunwich aufgeteilt. Als letzter Bischof von Dunwich gilt Æthelweald (845/870 bis ?). Etwa um 945 erfolgte die Wiederzusammenlegung der beiden Standorte. Unter Bischof Herfast wurde der Bischofssitz 1067 nach Thetford verlegt, bevor er 1095 endgültig nach Norwich kam. 
Siehe Liste der Bischöfe von Norwich
1934 errichtete die Church of England den Titel Bischof von Dunwich als Suffraganstuhl wieder; der Stuhl wurde gemäß dem Suffragans Nomination Act 1888 durch eine Order in Council vom 14. August 1934 errichtet. Die Aufgaben des Bischofs bestehen darin, den Diözesanbischof von St. Edmundsbury und Ipswich bei der Leitung der Diözese zu unterstützen. Das Amt ist derzeit (Juli 2025) vakant.

## Liste der Bischöfe
| Bischöfe von Dunwich | Bischöfe von Dunwich | Bischöfe von Dunwich      | Bischöfe von Dunwich |
| Von                  | Bis                  | Inhaber                   | Anmerkungen |
| -------------------- | -------------------- | ------------------------- | --- |
| 1934                 | 1945                 | Maxwell Maxwell-Gumbleton | Vorher Bischof von Ballarat; assistant bishop in St Edmundsbury seit 1931                                                                                              |
| 1945                 | 1955                 | Clement Mallory Ricketts  | |
| 1955                 | 1967                 | Thomas Cashmore           | |
| 1967                 | 1977                 | David Maddock             | |
| 1977                 | 1980                 | William Johnston          | |
| 1980                 | 1992                 | Eric Devenport            | |
| 1992                 | 1995                 | Jonathan Bailey           | Berufen nach Derby |
| 1995                 | 1999                 | Tim Stevens               | Berufen nach Leicester |
| 1999                 | 2013                 | Clive Young               | Im Ruhestand seit 12. Mai 2013 |
| 2013                 | 2016                 | nicht besetzt             | Während der langen Vakanz (Oktober 2013–Mai 2015) des Bischofssitzes konnte kein neuer Weihbischof ernannt werden, da der Diözesanbischof die Ernennung vornehmen muss |
| 2016                 | 2024                 | Mike Harrison             | Geweiht am 24. Februar 2016, berufen nach Exeter |
| Quellen:             |                      |                           | |